# دوین (شیروان)
دوین یک روستا در ایران است که در دهستان حومه (شیروان) واقع شده‌است. دوین ۱۳۱۰ نفر جمعیت دارد.

## موقعیت
روستای دوین در ۱۸ کیلومتری جنوب شرقی شیروان واقع شده‌است. از شمال به جاده مشهد به شیروان و رودخانه اترک و از جنوب به روستای سرچشمه و از شرق به برزل آباد و از غرب به روستای ورگ محدود است.

## پیشینه

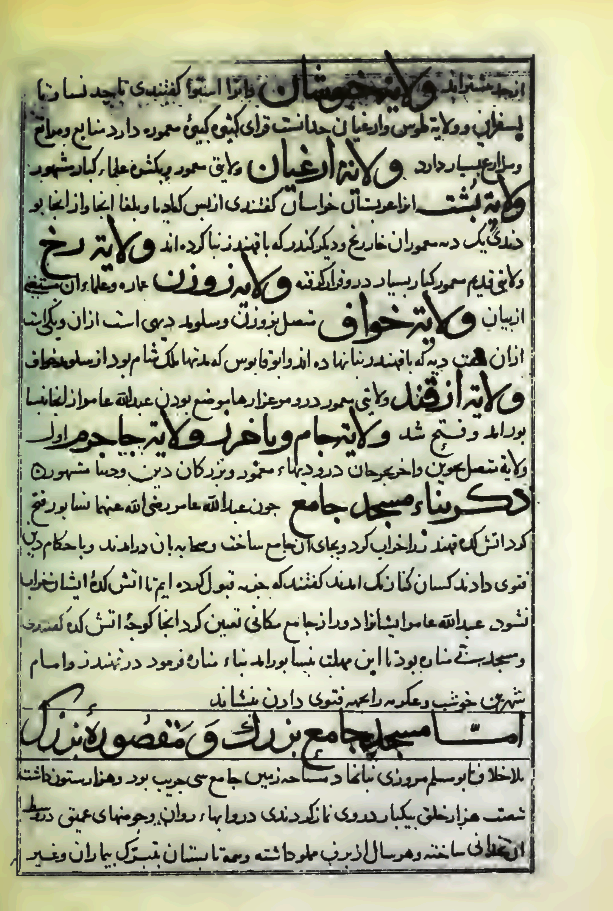
ولایت خبوشان در میان ولایت‌های ربع نیشابور در صفحه‌ای از نسخه خطی ترجمه کتاب تاریخ نیشابور الحاکم.

دوین شهری باستانی که در ولایت خبوشان، ربع نیشابور، خراسان قرار داشته‌است.

در کتاب احسن التقاسیم نوشته شمس‌الدین مقدسی آمده‌است:
دوین شهری است از ولایت خبوشان، خوجان شهر بزرگتر و دارای بازار است و در آنسوی کوه قرار دارد و دوین که از خوجان کوچکتر است.

## آثار تاریخی
- تپه دوین